# Eu!!!
Eu!!! este un film românesc din 2008 regizat de Nell Cobar.